# 黎峨

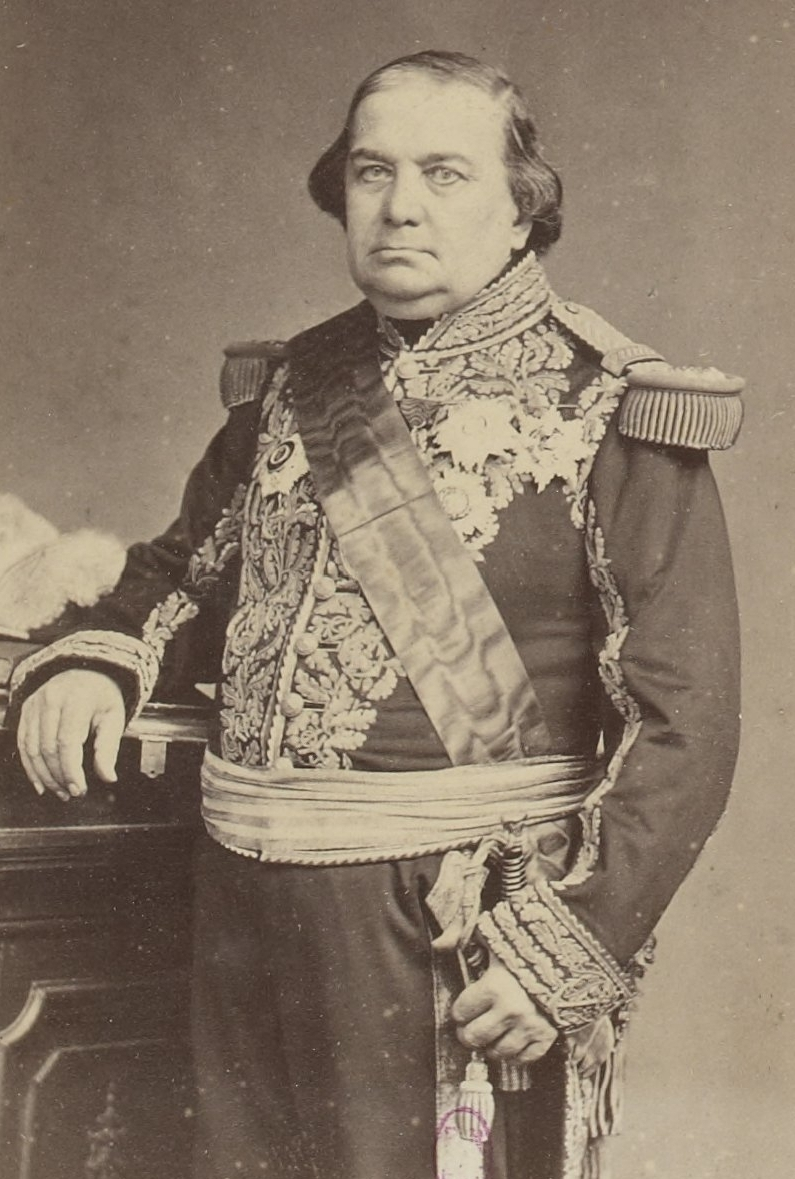
黎峨

夏爾·里戈·德熱努伊（法語：Charles Rigault de Genouilly，法語發音：[ʃaʁl ʁiɡo də ʒənuji]；1807年4月12日—1873年5月4日），越南史料稱之為黎峨，是法蘭西第二帝國海軍中將。他曾參與克里米亞戰爭以及第二次鴉片戰爭。但他最為世人所知的事蹟是他率領法西聯軍征服越南的南圻，為後來法國建立印度支那殖民地奠定基礎。

## 生平
熱諾伊利出生在滨海夏朗德省罗什福尔，其父母的家庭都有海軍背景。1825年，熱諾伊利進入巴黎綜合理工學院學習。1827年，以海军军官候补生的身份加入摩里亞遠征軍，參加希臘獨立戰爭。翌年參與清剿希臘沿岸海盜的軍事行動。
1830年，升海軍中尉，參加遠征阿爾及爾的法軍。1831年，參加色薩利君主的軍隊。1832年，比利時沿岸被封鎖期間，讓烏伊利參加了比利時獨立戰爭。1834年，升海軍上尉。
1843年，率護衛艦Victorieuse號前往印度洋、南中國海和東中國海，並參加探索黃海的行動。1847年4月25日，熱諾伊利與奥古斯丁·德·拉皮埃尔上校（Augustin de Lapierre），分別率領Victorieuse號和Gloire號來到沱㶞（今峴港），要求越南阮朝同意傳教士自由傳教，越南軍艦的攻擊。法國軍艦隨即反擊，將越南軍艦全部擊沉並揚長而去。這就是歷史上的炮擊沱㶞。7月，Victorieuse號在朝鮮沿岸擱淺，但被法國政府免於追究責任。
1848年6月升上校。他成為海軍大臣約瑟夫·格雷戈里·卡西的首席顾问。
1853年，被Ville de Paris號艦長哈梅林任命為該艦隊的旗艦艦長，參加了克里米亞戰爭。1854年4月22日，參與炮擊敖德薩的戰鬥，後又參加塞瓦斯托波尔围城战。

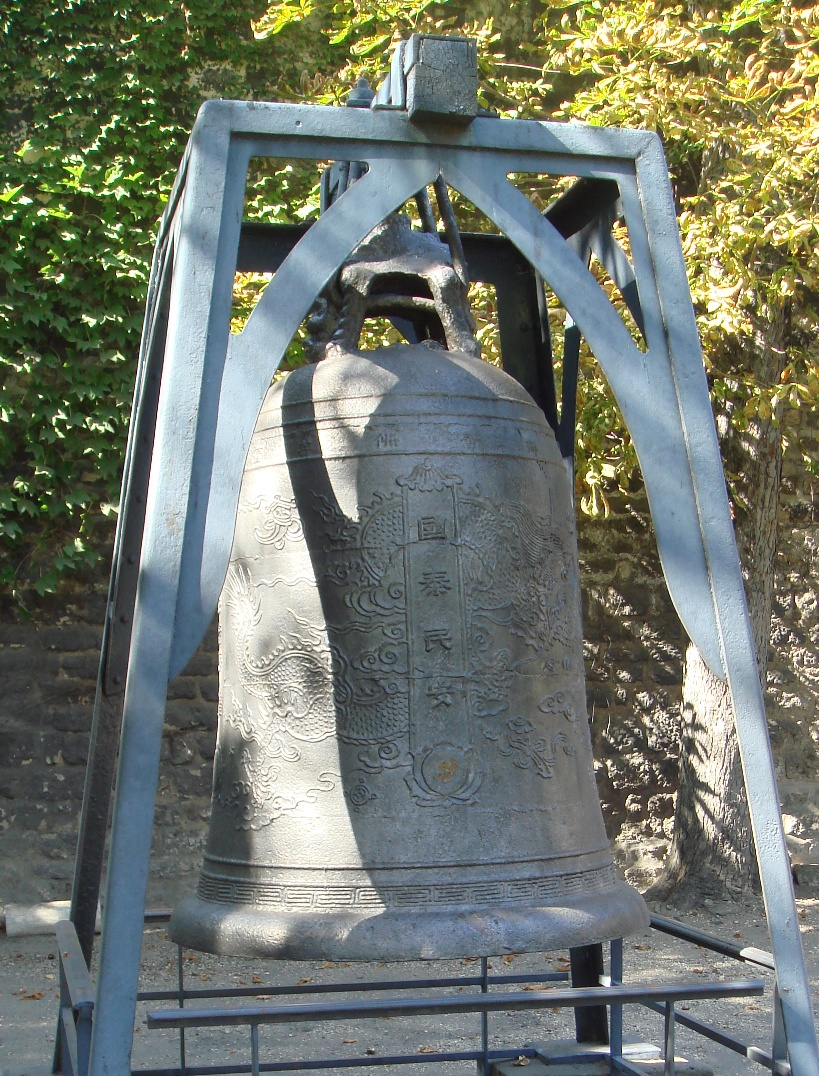
熱諾伊利從廣州帶回巴黎外方傳教會的鐘，紀念馬賴

1857年，熱諾伊利以宿敵號護衛艦艦長的身份，跟隨莱昂纳尔·沙内參加第二次鴉片戰爭。他曾參加封鎖澳門之戰以及广州城战役，後侵入海河口，攻取天津。
11月，兩名西班牙傳教士被越南朝廷下令殺害。敏体尼前往越南首都順化交涉，但失敗了。法國皇帝拿破崙三世因此決定懲治越南。翌年9月，法國與西班牙組織聯軍，由熱諾伊利率領，入侵越南，並佔領了沱㶞。但聯軍隨即在沱㶞遭到阮知方率領的越南軍隊的圍攻，於是在1859年1月拋棄沱㶞，攻取西貢（今胡志明市）。熱諾伊利在越南的軍事行動被法國政府認為是失敗的，11月，熱諾伊利被法國召回國內，改由弗朗西斯·帕热代替他的位置。
1867年，取代普羅斯佩·德·夏斯盧-羅巴，成為海軍大臣。1869年成為戰爭部長，但不久就被埃德蒙·勒伯夫取代。
法國在色當戰役戰敗之後，熱諾伊利限制了法國海軍的行動，讓海軍士兵保衛首都巴黎。不久辭職，退休到西班牙養老。1873年死於西班牙巴塞羅那。
| 官衔                           | 官衔                                      | 官衔                     |
| ------------------------------ | ----------------------------------------- | ------------------------ |
| 前任： 普羅斯佩·德·夏斯盧-羅巴 | 法國海軍大臣 1867年1月20日 – 1870年9月4日 | 繼任： Maurice Fourichon |
| 前任： 阿道夫·尼埃尔           | 法國戰爭部長 1869年8月13日 –1869年8月21日 | 繼任： 埃德蒙·勒伯夫     |